# Víctor Laguardia
Víctor Laguardia Cisneros (* 5. November 1989 in Saragossa) ist ein ehemaliger spanischer Fußballspieler. Der Abwehrspieler stand zuletzt bis Sommer 2023 beim spanischen Verein Deportivo Alavés unter Vertrag, für welchen er mit 285 Pflichtspielen auch die meisten Spiele in seiner Karriere absolviert hatte.

## Karriere

### Verein
Nachdem Laguardia bereits die Jugend mit einer kurzen Unterbrechung bei Real Saragossa verbracht hatte, debütierte er für dessen Profimannschaft am 29. August 2009 im Spiel gegen CD Teneriffa. Zwischen August 2011 und Juni 2013 war Laguardia zunächst für eine Saison an UD Las Palmas ausgeliehen und anschließend dieselbe Zeit an AD Alcorcón. Die Saison 2013/14 verbrachte er anschließend wieder bei Real Saragossa, bevor er sich im Juli 2014 ablösefrei dem Ligarivalen Deportivo Alavés anschloss. Zwei Jahre später folgte dann der Aufstieg in die Primera División, wo sich der Verein bis zum Sommer 2022 halten konnte. Nach dem Abstieg war Laguardia erst kurze Zeit vereinslos, ehe er erneut einen Zweijahresvertrag unterschrieb. Mit Alavés stieg er in der Saison 2022/23 wieder in die Primera División auf und beendete daraufhin im Sommer 2023 seine Karriere.

### Nationalmannschaft
Laguardia absolvierte 2009 neun Partien für die spanische U20-Nationalmannschaft und gewann mit der Auswahl die Mittelmeerspiele in Pescara. Beim 2:1-Halbfinalsieg über Frankreich erzielte der Abwehrspieler dabei den zweiten Treffer. Im selben Jahr war er auch noch bei zwei EM-Qualifikationsspielen für die U21-Auswahl Spaniens aktiv.

## Erfolge
- Spanischer Zweitligameister: 2015/16 (Deportivo Alavés)
- Aufstieg in die Primera División (2): 2015/16, 2022/23 (Deportivo Alavés)
- Sieger der U20-Mittelmeerspiele: 2009 (Spanien U20)